# Петуховська сільська рада
Петухо́вська сільська рада (рос. Петуховский сельский совет) — сільське поселення у складі Петуховського району Курганської області Росії.
Адміністративний центр — село Петухово.
Населення сільського поселення становить 653 особи (2017; 807 у 2010, 906 у 2002).
20 вересня 2018 року до складу сільського поселення була включена територія площею 100,25 км² ліквідованої Троїцької сільської ради (село Троїцьке, присілок Казанцевське).

## Склад
До складу сільського поселення входять:
| Населений пункт        | Населення, осіб (2002) | Населення, осіб (2010) |
| ---------------------- | ---------------------- | ---------------------- |
| Казанцевське, присілок | 117                    | 96                     |
| Петухово, село         | 462                    | 460                    |
| Троїцьке, село         | 327                    | 251                    |